# Iztok Puc

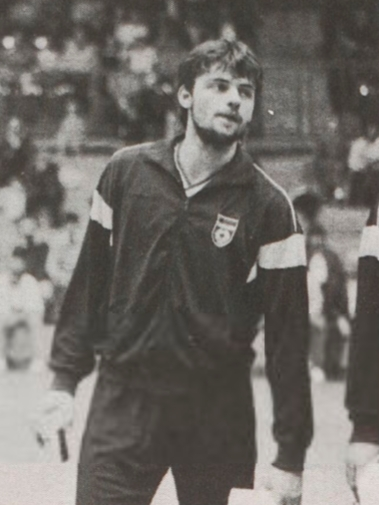
Iztok Puc lors du Championnat du monde junior en 1987, compétition où il termine meilleur joueur et meilleur buteur.

Iztok Puc, né le 14 septembre 1966 à Slovenj Gradec en Yougoslavie (aujourd'hui en Slovénie) et décédé le 20 octobre 2011 à San Diego aux États-Unis,, était un handballeur slovène. 
Il est le seul handballeur (si on exclut le cas particulier de l'équipe unifiée) à avoir participé aux Jeux olympiques sous la bannière de trois pays différents : la Yougoslavie en 1988 (médaille de bronze), la Croatie en 1996 (médaille d'or) et enfin la Slovénie en 2000 (8e place).
À la fin de sa carrière, il prend la direction en 2005 de Miami dans le but d'aider son fils, Borut Puc (en), dans sa carrière au tennis. Un cancer du poumon lui a été diagnostiqué en début d'année 2011 et lui a été fatal puisqu'il en décède quelques mois plus tard.

## Palmarès de joueur

### Club
Compétitions internationales
- Vainqueur de la Coupe des clubs champions (2) : 1992 et 1993

Compétitions nationales
- Vainqueur du Championnat de Yougoslavie (1) : 1991
- Vainqueur de la Coupe de Yougoslavie (1) : 1991
- Vainqueur du Championnat de Croatie (3) : 1992, 1993, 1994
- Vainqueur de la Coupe de Croatie (3) : 1992, 1993, 1994
- Vainqueur du Championnat de Slovénie (5) : 1995, 1996, 1997, 1998 , 1999 (avec RK Celje), 2002 (avec RD Prule 67)
- Vainqueur de la Coupe de Slovénie (5) : 1995, 1996, 1997, 1998, 1999 (avec RK Celje), 2002 (avec RD Prule 67)

### Sélection nationale
Jeux olympiques
- Médaille de bronze aux Jeux olympiques d'été de 1988 à Séoul avec  Yougoslavie
- Médaille d'or aux Jeux olympiques d'été de 1996 à Atlanta avec  Croatie
- 8e place aux Jeux olympiques d'été de 2000 à Sydney avec  Slovénie

Championnat du monde
- 4e place au Championnat du monde 1990 avec  Yougoslavie
- Médaille d'argent au Championnat du monde 1995 avec  Croatie

Championnat d'Europe
- Médaille de bronze au Championnat d'Europe 1994 avec  Croatie
- 5e place au Championnat d'Europe 2000 avec  Slovénie

### Récompenses individuelles
- élu meilleur joueur et meilleur buteur du Championnat du monde junior en 1987 (da)[5]
- élu meilleur sportif de l'année du club omnisports du Borac Banja Luka en 1987
- élu meilleur handballeur de l'histoire en Slovénie en 2009